# Wessely Ferenc (szinkronrendező)
Wessely Ferenc (Budapest, 1928. szeptember 17. – Budapest, 1990. január 5.) Balázs Béla-díjas magyar szinkronrendező, érdemes művész.

## Élete
Az egyik legjelentősebb magyar szinkronrendező, akinek olyan filmek fűződnek nevéhez, mint a Hannah és nővérei, a Szárnyas fejvadász, a Szellemirtók, az Airplane!, a Különben dühbe jövünk, …és megint dühbe jövünk és A profi Garas Dezső-féle változata. 1990-ben hunyt el, a Fiumei úti sírkertben helyezték végső nyugalomra.
Unokái Wessely Zsófia színésznő és Wessely-Simonyi Réka koreográfus, színésznő.

## Magyarszöveg-íróként
| 101 kiskutya                  | (One Hundred and One Dalmatians) amerikai rajzfilm – 1961 |
| A baracktolvaj                | (Крадецът на праскови) filmdráma – 1964                   |
| A kutyás hölgy                | (Дама с собачкой) szovjet filmdráma – 1960                |
| A maffia parancsára           | (Mafioso) olasz játékfilm – 1962                          |
| Egy asszony meg a lánya       | (La ciociara) olasz filmdráma – 1961                      |
| Elszakadás                    | (Taking Off) amerikai filmdráma – 1971                    |
| Gombháború                    | (La guerre des boutons) francia filmdráma – 1962          |
| Ítélet Nürnbergben            | (Judgment at Nuremberg) amerikai filmdráma – 1961         |
| Kék rapszódia                 | (Rhapsody in Blue) amerikai filmdráma – 1945              |
| Kísértetkastély Spessartban   | (Das Spukschloß im Spessart) NSZK filmvígjáték – 1960     |
| Rosemarie                     | (Das Mädchen Rosemarie) NSZK filmdráma – 1958             |
| Van aki megteszi, van aki nem | (Some Will, Some Won't) angol filmvígjáték – 1970         |

## Szinkronrendezőként
| 80 nap alatt a Föld körül                            | (Around the World in 80 Days) amerikai kalandfilm – 1956                                                                                |
| A bagdadi tolvaj                                     | (The thief of Bagdad) angol kalandfilm – 1940                                                                                           |
| A halál 50 órája                                     | (Battle of the Bulge) amerikai filmdráma – 1965                                                                                         |
| A három testőr, avagy a királyné nyaklánca           | (The Three Musketeers) amerikai-angol-spanyol kalandfilm – 1973                                                                         |
| A Keselyű három napja                                | (Three Days of the Condor) amerikai thriller – 1975                                                                                     |
| A kétbalkezes és az örömlány                         | (The Great Scout & Cathouse) amerikai filmvígjáték – 1976                                                                               |
| A Montmartre-i ibolya                                | (Под крышами Монмартра) szovjet zenés film – 1975                                                                                       |
| A négy testőr, avagy a Milady bosszúja               | (The Four Musketeers – The Revenge of Milady) angol kalandfilm – 1974                                                                   |
| A profi                                              | (Le professionnel) francia krimi – 1981                                                                                                 |
| A rendőrség megköszöni                               | (La polizia ringrazia) NSZK-olasz krimi – 1972                                                                                          |
| A Rózsaszín Párduc visszatér                         | (The Return of the Pink Panther) amerikai-angol filmvígjáték – 1975                                                                     |
| A Sierra Madre kincse                                | (The Treasure of the Sierra Madre) amerikai kalandfilm – 1948                                                                           |
| A vadember                                           | (L'ingénu) francia filmvígjáték – 1975                                                                                                  |
| A világ legszebb asszonya                            | (La donna più bella del mondo) olasz filmdráma – 1955                                                                                   |
| Alphaville, a titokzatos város                       | (Alphaville, une étrange aventure de Lemmy Caution) francia-olasz filmdráma – 1965                                                      |
| Aranyoskám                                           | (Tootsie) amerikai filmvígjáték – 1982                                                                                                  |
| Aranypolgár                                          | (Citizen Kane) amerikai filmdráma – 1941                                                                                                |
| Az élet csodaszép                                    | (It's a Wonderful Life) amerikai filmdráma – 1946                                                                                       |
| Az Ezüst-tó kincse                                   | (Der Schatz im Silbersee) jugoszláv-NSZK kalandfilm – 1962                                                                              |
| Az ördög szépsége                                    | (La beauté du diable) francia-olasz filmdráma – 1950                                                                                    |
| Az örökös                                            | (L' Héritier) francia krimi – 1973 |
| Azok a csodálatos férfiak                            | (Those Magnificent Men in Their Flying Machines or How I Flew from London to Paris in 25 hours 11 minutes) amerikai filmvígjáték – 1965 |
| Belfagor a pokolból                                  | (L' Arcidiavolo) olasz filmvígjáték – 1966                                                                                              |
| Cleopatra                                            | (Cleopatra) amerikai filmdráma – 1963                                                                                                   |
| Derszu Uzala                                         | (Дерсу Узала) szovjet filmdráma – 1975                                                                                                  |
| Egy férfi, aki tetszik nekem                         | (Un homme qui me plaît) francia filmvígjáték – 1969                                                                                     |
| Egy zsaru                                            | (Un flic) francia krimi – 1972 |
| Eladó kísértet                                       | (The Ghost Goes West) angol filmvígjáték – 1935                                                                                         |
| Elszakadás                                           | (Taking Off) amerikai filmdráma – 1971                                                                                                  |
| Eltűntnek nyilvánítva                                | (Missing) amerikai filmdráma – 1982 |
| És hamarosan a sötétség                              | (And Soon the Darkness) angol thriller – 1970                                                                                           |
| És megint dühbe jövünk                               | (Pari e dispari) olasz filmvígjáték – 1978                                                                                              |
| Esténként a kormoránok rikácsolnak a dzsunkák felett | (Le cri du cormoran, le soir au-dessus des jonques) francia filmvígjáték – 1970                                                         |
| Férfiak póráz nélkül                                 | (Amici miei) olasz filmvígjáték – 1975                                                                                                  |
| Folytassa nővér!                                     | (Carry on Nurse) angol filmvígjáték – 1959                                                                                              |
| Folytassa, ahogy jólesik!                            | (Carry on at Your Convenience) angol filmvígjáték – 1971                                                                                |
| Folytassa, főnővér!                                  | (Carry on Matron) angol filmvígjáték – 1972                                                                                             |
| Folytassa, Henry!                                    | (Carry on Henry) angol filmvígjáték – 1971                                                                                              |
| Folytassa, Jack!                                     | (Carry on Jack) angol filmvígjáték – 1963                                                                                               |
| Hallgatni arany                                      | (Le silence est d'or) francia filmdráma – 1947                                                                                          |
| Hálózat                                              | (Network) amerikai filmdráma – 1976 |
| Három férfi, egy mózeskosár                          | (3 hommes et un couffin) francia filmvígjáték – 1985                                                                                    |
| Hat medve és a bohóc                                 | (Sest medvedu s Cibulkou) csehszlovák mesefilm – 1972                                                                                   |
| I, mint Ikarusz                                      | (I... comme Icare) francia filmdráma – 1979                                                                                             |
| Indián magány                                        | (Tell Them Willie Boy Is Here) amerikai western – 1969                                                                                  |
| Isten hozta, Mister!                                 | (Being There) amerikai filmdráma – 1979                                                                                                 |
| Kaspar Hauser                                        | (Jeder für sich und Gott gegen alle) NSZK filmdráma – 1974                                                                              |
| Kék rapszódia                                        | (Rhapsody in Blue) amerikai filmdráma – 1945                                                                                            |
| Kékszakáll                                           | (Landru) francia filmdráma – 1963 |
| Kétszemélyes nagyzenekar                             | (Jitterbugs) amerikai filmvígjáték – 1943                                                                                               |
| Kísértetkastély Spessartban                          | (Das Spukschloß im Spessart) NSZK filmvígjáték – 1960                                                                                   |
| Krisztina királynő                                   | (Queen Christina) amerikai filmdráma – 1933                                                                                             |
| Különben dühbe jövünk                                | (Altrimenti ci arrabbiamo) olasz-spanyol filmvígjáték – 1974                                                                            |
| Lady Chatterley szeretője                            | (Lady Chatterley’s Lover) angol filmdráma – 1981                                                                                        |
| Legkedvesebb évem                                    | (My Favorite Year) amerikai filmvígjáték – 1982                                                                                         |
| Londoni randevú                                      | (The Lady Vanishes) angol krimi – 1979                                                                                                  |
| Marco Polo                                           | (Marco Polo) olasz tévéfilmsorozat – 1982                                                                                               |
| Marco Polo                                           | (Marco Polo) olasz tévéfilmsorozat – 1982                                                                                               |
| Marco Polo                                           | (Marco Polo) olasz tévéfilmsorozat – 1982                                                                                               |
| Marco Polo                                           | (Marco Polo) olasz tévéfilmsorozat – 1982                                                                                               |
| Marco Polo                                           | (Marco Polo) olasz tévéfilmsorozat – 1982                                                                                               |
| Marco Polo                                           | (Marco Polo) olasz tévéfilmsorozat – 1982                                                                                               |
| Marco Polo                                           | (Marco Polo) olasz tévéfilmsorozat – 1982                                                                                               |
| Mortadella                                           | (La mortadella) amerikai-olasz filmvígjáték – 1971                                                                                      |
| Napsugár fiúk                                        | (The Sunshine Boys) amerikai filmvígjáték – 1975                                                                                        |
| Narancsos kacsasült                                  | (L`anatra all`arancia) olasz filmvígjáték – 1975                                                                                        |
| Nem örökkön, nem örökké                              | (Scusa se è poco) olasz filmvígjáték – 1982                                                                                             |
| Nemo kapitány és a víz alatti város                  | (Captain Nemo and the Underwater City) angol kalandfilm – 1969                                                                          |
| Neveletlenek                                         | (Conduct unbecoming) angol filmdráma – 1975                                                                                             |
| Ördögöt a farkánál                                   | (Le diable par la queue) francia filmvígjáték – 1969                                                                                    |
| Osceola                                              | (Osceola) NDK kalandfilm – 1971 |
| Panelsztori                                          | (Panelstory aneb Jak se rodí sídliste) csehszlovák filmszatíra – 1980                                                                   |
| Piszkos tizenkettő                                   | (The Dirty Dozen) amerikai filmdráma – 1967                                                                                             |
| Psycho                                               | (Psycho) amerikai thriller – 1960 |
| Rabszolgasors                                        | (Escrava Isaura) brazil tévéfilmsorozat – 1976                                                                                          |
| Ragtime                                              | (Ragtime) amerikai filmdráma – 1981 |
| Robin Hood kalandjai                                 | (The Adventures of Robin Hood) amerikai kalandfilm – 1938                                                                               |
| Róma, nyílt város                                    | (Roma, citta aperta) olasz filmdráma – 1945                                                                                             |
| Tetthely                                             | (Tatort) NSZK tévéfilmsorozat – 1982 |
| Tetthely                                             | (Tatort) NSZK tévéfilmsorozat – 1984 |
| Tetthely                                             | (Tatort) NSZK tévéfilmsorozat – 1984 |
| VIII. Henrik magánélete                              | (The Private Life of Henry VIII.) angol filmdráma – 1933                                                                                |
| Volt egyszer egy Vadnyugat                           | (C'era una volta il West) amerikai-olasz western – 1968                                                                                 |
| Zabriskie Point                                      | (Zabriskie Point) amerikai filmdráma – 1970                                                                                             |

## Díjai, elismerései
- Balázs Béla-díj (1982)
- Érdemes Művész (1982)[6]